# アルフォンス・ドゥ・カンドール

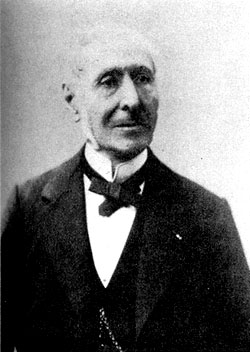
Alphonse Pyrame de Candolle.

アルフォンス・ドゥ・カンドール、正確にはアルフォンス・ルイ・ピエール・ピラム・ド・カンドル（Alphonse Louis Pierre Pyrame de Candolle、1806年10月28日 – 1893年4月4日）はフランス系のスイスの植物学者である。国際藻類・菌類・植物命名規約（ICBN）の制定に功績があった。

## 生涯
パリで生まれた。父親は植物学者のオーギュスタン・ピラミュ・ドゥ・カンドールである。はじめ法律を学ぶが、徐々に植物学の分野に移り、最終的に父親の後を継いで、ジュネーブ大学の植物学の教授となった。植物カタログ Prodromus Systematis Naturalis Regni Vegetabilis（生物多様性遺産図書館）を含む多くの植物学の著書がある。父親のオーギュスタン・ピラミュス・ドゥ・カンドールの仕事をもとに、植物の命名法の国際基準化の草案を作り、1867年の植物学会議において採用され、現在の国際藻類・菌類・植物命名規約の原型になった。
1859年にスウェーデン王立科学アカデミーの外国人会員に選ばれ、1889年にロンドン・リンネ協会から、リンネ・メダルを受賞した。科学と宗教に関する著書があり、1885年に『科学と科学者の歴史』（"Histoire des sciences et des savants depuis deux siècles"）の中で、ヨーロッパにおける科学革命の進展は圧倒的にプロテスタント信仰を背景にする科学者によってもたらされたと主張した。
息子はアンヌ・カシミール・ピラム・ドゥ・カンドール（Anne Casimir Pyrame de Candolle）で、彼も植物学者となった。

## 著書
- Géographie botanique raisonné. 1856.
- Histoire des sciences et des savants depuis deux siècles. 1873.
- La phytographie ou l’art de décrire les végétaux considérés sous différents points de vue. 1880.
- Origine des plantes cultivées. Librairie Germer Baillière et Cie. 1883.
  - 『栽培植物の起原』加茂儀一訳、改造社、1941年、岩波文庫（全3巻） 1953-58年、復刊1977年・1991年